# Mantorps IF
Mantorps IF är en idrottsförening från Mantorp, Mjölby kommun, bildad 1933 som en renodlad fotbollsförening. Under en period var tävlade föreningen även inom dragkamp. Föreningen delades i två föreningar år 2000, Mantorps IF Handbollsförening (Mantorps IF/HF) och Mantorps Fotbollsförening (Mantorps FF). Fotbollsföreningen slogs samtidigt ihop med Spångsholms IF. Handbollsförening behöll föreningens lagfärger (vita tröjor och gröna shorts).

## Handboll
Mantorps IF/HF:s herrlag har varit framgångsrikt med spel som högst i den näst högsta divisionen, senast säsongen 2007/2008, och återfinns nu i division 1.